# 333172 Danielellis
333172 Danielellis è un asteroide della fascia principale esterna. Scoperto nel 2006, presenta un'orbita caratterizzata da un semiasse maggiore pari a 2,937317 UA e da un'eccentricità di 0,061700, inclinata di 10,070923° rispetto all'eclittica.
Daniel R. Ellis è il responsabile della negoziazione dei contratti per gli Stati Uniti per la missione di ritorno di campioni di asteroidi OSIRIS-REx. È il principale referente per le questioni contrattuali con i clienti, garantendone il rispetto e presentando e negoziando le proposte per lavori attuali o futuri per il programma.